# North Devon
North Devon is een Engels district in het shire-graafschap (non-metropolitan county OF county) Devon en telt 87.508 inwoners. De oppervlakte bedraagt 1086 km².
Van de bevolking is 20,2% ouder dan 65 jaar. De werkloosheid bedraagt 3,3% van de beroepsbevolking (cijfers volkstelling 2001).

## Plaatsen in district North Devon
- Lynmouth
- Lynton

## Civil parishesin district North Devon
Arlington, Ashford, Atherington, Barnstaple, Berrynarbor, Bishop’s Nympton, Bishop’s Tawton, Bittadon, Bratton Fleming, Braunton, Brayford, Brendon and Countisbury, Burrington, Challacombe, Chittlehamholt, Chittlehampton, Chulmleigh, Combe Martin, East Anstey, East Down, East Worlington, East and West Buckland, Filleigh, Fremington, George Nympton, Georgeham, Goodleigh, Heanton Punchardon, Horwood, Lovacott and Newton Tracey, Ilfracombe, Instow, Kentisbury, King’s Nympton, Knowstone, Landkey, Loxhore, Lynton and Lynmouth, Mariansleigh, Martinhoe, Marwood, Meshaw, Molland, Mortehoe, North Molton, Parracombe, Pilton West, Queen's Nympton, Rackenford, Romansleigh, Rose Ash, Satterleigh and Warkleigh, Shirwell, South Molton, Stoke Rivers, Swimbridge, Tawstock, Trentishoe, Twitchen, West Anstey, West Down, Westleigh, Witheridge.